# Dornsbergerhof
Der Dornsbergerhof war ein Grazer Edelhof. Seine Geschichte ging bis auf das 17. Jahrhundert zurück.

## Geschichte
Der Dornsbergerhof war vor 1630 im Besitz des Deutschen Ordens und gehörte zur Leechkirche. Mitte des 17. Jahrhunderts wurde das Gut an die Herren von Dornsperg verkauft. Im Jahr 1672 ging der Hof an Grafen Morell und wurde als der „Morellische Hof“ bekannt. Im Jahr 1740 verkaufte Theresia Enders den Hof an Karl Rudolf Josef von Keller, der 1766 in Wien wegen Schulden, die durch Betrug entstanden waren, verhaftet wurde. Da von Keller den Kaufpreis aber nie zahlte, blieb der Hof im Besitz von Enders, da diese den Verkauf rückgängig machte. Enders übergab das Anwesen dem Pfarrer von St. Leonhard. Im Jahre 1782 verkaufte der Pfarrer den Hof an den Grafen von Schönborn, der ihn mit seiner Herrschaft in Arnfels verband.